# Neoromicia zuluensis
Neoromicia zuluensis är en fladdermus i familjen läderlappar som förekommer i Afrika. Den listades tidigare i släktet Pipistrellus.

## Utseende
Arten blir med svans 72 till 80 mm lång och själva svansen är 27 till 40 mm lång. Denna fladdermus har 27 till 33 mm långa underarmar, 5 till 8 mm långa bakfötter, 7 till 11 mm stora öron och en vikt av 3 till 6 g. Svansen är nästan helt inbäddad i svansflyghuden. Håren som bildar ovansidans päls är svartbruna nära roten, ibland ljusa i mitten och bruna eller ljusbruna vid spetsen vad som ger ett enhetligt brunt utseende, ibland med inslag av orange. På undersidan förekommer ljusare och mer gråaktig päls. Neoromicia zuluensis har ungefär trekantiga öron och vingarna samt svansflyghuden är mörkbruna. Hos några exemplar kan flyghuden vara genomskinlig. Allmänt saknas en vit kant vid vingarna men sällsynt förekommer en smal kant.

## Utbredning
Neoromicia zuluensis har två större från varandra skilda utbredningsområden. Det första från södra Sydsudan och Etiopien till Uganda och Kenya samt det andra från sydöstra Kongo-Kinshasa och centrala Angola till östra Sydafrika. Denna fladdermus lever i savanner med buskar eller med trädansamlingar. I torra områden söker den öppna vattenansamlingar.

## Ekologi
Minst till 2013 var oklart var Neoromicia zuluensis har sina viloplatser. Ett av de engelska trivialnamnen är översatt till svenska "aloefladdermus" men arten hittades aldrig i växter av aloesläktet, det var istället Neoromicia capensis. Denna fladdermus behöver enligt uppskattningar dricka med 3 till 9 dagars mellanrum. Födan utgörs av nattfjärilar, skalbaggar och troligen andra insekter. Bytena hittas med hjälp av ekolokalisering. Neoromicia zuluensis behöver ingen upphöjd plats för att starta flyget.
Antagligen sker parningen så att ungarna föds vid början av regntiden. En hona var dräktig med två ungar.

## Status
Inga hota för beståndet är kända. Neoromicia zuluensis listas av IUCN som livskraftig (LC).